# Gilles Marini
Gilles Marini (Grasse, Alpes Marítimos, 26 de enero de 1976) es un actor francés, conocido por sus papeles en la película Sex and the City y en los programas de televisión estadounidenses Brothers & Sisters, Switched at Birth y Devious Maids. También fue el subcampeón de la temporada 8 de Dancing with the Stars, y fue una de las celebridades que regresaron en la temporada 15.

## Primeros años
Marini nació en Grasse, Alpes Marítimos, Francia de una madre griega y un padre italiano. Después de trabajar como panadero en la panadería de su padre desde que tenía ocho años de edad y la escuela secundaria, se unió al ejército francés y fue destinado a París, donde sirvió como bombero en el «Cuerpo de Bomberos de París». Fue en París donde Marini conoció a Fred Goudon, un fotógrafo que le introdujo en el mundo del modelaje. Después de cumplir con sus deberes militares, fue a los Estados Unidos para aprender inglés mientras trabajaba como modelo. Comenzó su carrera como modelo a los veinte años. Uno de sus primeros trabajos fue un comercial de televisión para cerveza Bud Light. Hizo su debut como actor a la edad de 29 años, en la película de terror de 2005, Screech of the Decapitated.

## Carrera
Él interpretó a Dante en Sex and the City, y ha aparecido en Brothers & Sisters, Ugly Betty, Dirty Sexy Money, Criminal Minds, Nip/Tuck, The Bold and the Beautiful, Passions y 2 Broke Girls. Sus créditos cinematográficos incluyen a One and the Other (L'Une et L'Autre) y The Boys & Girls Guide To Getting Down. 
El 8 de febrero de 2009, se anunció que Marini participaría en la temporada 8 de Dancing with the Stars. Su pareja profesional fue Cheryl Burke. También participó en la temporada 15 de Dancing with the Stars Para otra oportunidad de ganar el trofeo mirrorball. Él fue emparejado con la bailarina y ganadora de la temporada 14, Peta Murgatroyd. Ellos fueron la octava pareja eliminado de la competencia, junto con Kirstie Alley y Maksim Chmerkovskiy.
Fue presentado como un personaje recurrente en el drama familiar de ABC, Brothers & Sisters. Interpretó a Luc Laurent, el interés amoroso francés del personaje de Rachel Griffiths, Sarah Walker, en qué se supuso originalmente ser un arco del cinco episodios, pero fue promovido como personaje regular en la serie. La serie fue cancelada en mayo de 2011, después del término de la quinta temporada. También aparece como el padre biológico de Bay Kennish, Angelo Sorrento, en Switched at Birth. El 18 de septiembre, se anunció que se convertiría en un personaje regular de la serie para la segunda temporada.
En el año 2016 apareció en la serie estadounidense Teen Wolf como la personificación de "La Bète de Gevaudan", Sebastian, participando en unos pocos capítulos de la quinta temporada

## Dancing with the Stars

### Temporada 8
Marini participó en la temporada 8 del reality show de baile Dancing with the Stars. Él fue emparejado con la bailarina profesional Cheryl Burke. La pareja logró llegar a la final convirtiéndose en finalista en la competencia, pero quedaron en el segundo puesto tras los ganadores Shawn Johnson y Mark Ballas el 19 de mayo de 2009.
| Semana         | Baile / Canción                            | Puntajes de los jueces | Puntajes de los jueces | Puntajes de los jueces | Resultado       |
| Semana         | Baile / Canción                            | C.I                    | L.G.                   | B.T.                   | Resultado       |
| -------------- | ------------------------------------------ | ---------------------- | ---------------------- | ---------------------- | --------------- |
| 1              | Chachachá / «Addicted to Love»             | 8                      | 8                      | 8                      | Sin eliminación |
| 2              | Quickstep / «Kryptonite»                   | 9                      | 9                      | 9                      | Salvados        |
| 3              | Samba / «El Matador»                       | 9                      | 9                      | 9                      | Salvados        |
| 4              | Tango argentino / «Assassin's Tango»       | 10                     | 10                     | 10                     | Salvados        |
| 5              | Pasodoble / «Habanera»                     | 10                     | 9                      | 10                     | Salvados        |
| 6              | Jive / «Dance, Dance»                      | 9                      | 8                      | 9                      | Salvados        |
| 7              | Vals vienés / «I Go to Sleep»              | 9                      | 9                      | 9                      | Salvados        |
| 7              | Grupo de 1960 / «The Clapping Song»        | Puntos extras no dados | Puntos extras no dados | Puntos extras no dados | Salvados        |
| 8              | Lindy Hop / «Go Daddy-O»                   | 9                      | 9                      | 9                      | Salvados        |
| 8              | Tango / «Womanizer»                        | 9                      | 9                      | 10                     | Salvados        |
| 9              | Foxtrot / «Fever»                          | 10                     | 9                      | 10                     | Salvados        |
| 9              | Rumba / «Sexual Healing»                   | 9                      | 9                      | 9                      | Salvados        |
| 10 (Semifinal) | Vals / «Come Away with Me»                 | 10                     | 10                     | 10                     | Salvados        |
| 10 (Semifinal) | Salsa / «I Know You Want Me (Calle Ocho)»  | 10                     | 10                     | 10                     | Salvados        |
| 11 (Final)     | Pasodoble / «So What»                      | 10                     | 10                     | 10                     | Segundo puesto  |
| 11 (Final)     | Freestyle / «Flashdance... What a Feeling» | 9                      | 10                     | 9                      | Segundo puesto  |
| 11 (Final)     | Tango argentino / «Assassin's Tango»       | 10                     | 10                     | 10                     | Segundo puesto  |

### Temporada 15
En julio de 2012, se anunció que Marinio volvería para la temporada 15 all-star, esta vez fue emparejado con la bailarina profesional y ganadora de la temporada 14, Peta Murgatroyd. Ello fueron eliminados durante la octava semana de la competencia, en una doble eliminación junto a Kirstie Alley y Maksim Chmerkovskiy.
| Semana                                          | Baile / Canción                                                                        | Puntajes de los jueces   | Puntajes de los jueces   | Puntajes de los jueces   | Resultado       |
| Semana                                          | Baile / Canción                                                                        | C.I                      | L.G.                     | B.T.                     | Resultado       |
| ----------------------------------------------- | -------------------------------------------------------------------------------------- | ------------------------ | ------------------------ | ------------------------ | --------------- |
| 1                                               | Foxtrot / «Call Me Irresponsible»                                                      | 8.0                      | 8.0                      | 8.0                      | Salvados        |
| 2                                               | Jive / «Don't Stop Me Now»                                                             | 8.5                      | 8.5                      | 8.5                      | Salvados        |
| 3                                               | Tango / «Sweet Dreams (Are Made of This)»                                              | 8.5                      | 8.5                      | 8.5                      | Salvados        |
| 4                                               | Bollywood / «Jai Ho (You Are My Destiny)»                                              | 10                       | 9.5/101                  | 10                       | Salvados        |
| 5                                               | Rumba / «I Will Always Love You»                                                       | 10                       | 9.5                      | 10                       | Sin eliminación |
| 5                                               | Equipo Freestyle / «Gangnam Style»                                                     | 9.0                      | 9.0                      | 9.0                      | Sin eliminación |
| 6                                               | Chachachá / «Man! I Feel Like a Woman!»                                                | 9.0                      | 9.0                      | 9.5                      | Salvados        |
| 6                                               | Grupo Country-western / «Save a Horse (Ride a Cowboy)» & «I Play Chicken With A Train» | No ganaron puntos extras | No ganaron puntos extras | No ganaron puntos extras | Salvados        |
| 7                                               | Tango argentino & Samba fusión / «When I Get You Alone»                                | 9.5                      | 9.5                      | 9.5                      | Sin eliminación |
| 7                                               | Maratón de Swing / «Do Your Thing»                                                     | Ganaron 5 puntos extras  | Ganaron 5 puntos extras  | Ganaron 5 puntos extras  | Sin eliminación |
| 8                                               | Quickstep / «Danger Zone»                                                              | 9.5                      | 10                       | 10                       | Eliminados      |
| 8                                               | Salsa / «Rebelión»                                                                     | 9.5                      | 10.                      | 9.5                      | Eliminados      |
| 1Puntaje dado por la juez invitada Paula Abdul. |                                                                                        |                          |                          |                          |                 |

## Vida personal
Marini se casó con su esposa, Carole, en 1998. Tienen dos hijos, su hijo Georges (nacido en 1999) y su hija, Julianna (nacida en 2006).

## Filmografía

### Cine
| Año  | Título                                 | Papel                                    | Notas                  |
| ---- | -------------------------------------- | ---------------------------------------- | ---------------------- |
| 2005 | Screech of the Decapitated             | Henri                                    | Directo a video        |
| 2006 | The Boys & Girls Guide To Getting Down | Atractivo hombre en el club              |                        |
| 2007 | Stand Up                               | Fotógrafo                                |                        |
| 2007 | L'Une et L'Autre                       | Gilles                                   | Cortometraje           |
| 2008 | Sex and the City                       | Dante                                    |                        |
| 2012 | Puss in Boots: The Three Diablos       | Capitán de la Guardia, Paolo el Escudero | Voz; cortometraje      |
| 2012 | Scruples                               | Renee Dufaux                             | Película de televisión |
| 2014 | The List                               | Dr. Antonio Rosenblatt                   |                        |
| 2014 | The Last Rescue                        | Bruno Travert                            | En postproducción      |

### Televisión
| Año       | Título                     | Papel                   | Notas                                                            |
| --------- | -------------------------- | ----------------------- | ---------------------------------------------------------------- |
| 2004      | The O.C.                   | Abogado                 | 1 episodio                                                       |
| 2005      | The Bold and the Beautiful | Camarero francés        | 2 episodios                                                      |
| 2006      | Passions                   | Ciclista italiano       | Temporada 7, episodio 213                                        |
| 2006      | Mentes criminales          | Curt                    | Episodio: «The Fisher King: Part 1»                              |
| 2006      | Windfall                   | Hombre francés          | Episodio: «The Getaway»                                          |
| 2006      | Ugly Betty                 | Jean-Luc                | Episodio: «Queens for a Day»                                     |
| 2007      | The Bold and the Beautiful | Jean Claude             | Temporada 21, episodio 88                                        |
| 2007      | Dirty Sexy Money           | Diseñador italiano      | Episodio: «The Lions»                                            |
| 2009–2011 | Brothers & Sisters         | Luc Laurent             | Invitado: temporada 4; Principal: temporada 5; 30 episodios      |
| 2009      | Nip/Tuck                   | Renaldo Panettiere      | 2 episodios                                                      |
| 2011      | Castle                     | Tobias Strange          | Episodio: «Poof! You're Dead»                                    |
| 2011      | Royal Pains                | Niko                    | Episodio: «Listen to the Music»                                  |
| 2011–2014 | Switched at Birth          | Angelo Sorrento         | Recurrente: temporada 1; Principal: temporadas 2-3; 37 episodios |
| 2011      | Modern Family              | Julian                  | Episodio: «Go Bullfrogs!»                                        |
| 2011–2012 | Hot in Cleveland           | Capitán Lebeau          | 2 episodios                                                      |
| 2012      | Are You There, Chelsea?    | Robert                  | Episodio: «The Foodie»                                           |
| 2013–2014 | 2 Broke Girls              | Nicolas Saintcroix      | 7 episodios                                                      |
| 2013      | Kirstie                    | Michel                  | Episodio: «Pilot»                                                |
| 2014–2015 | Devious Maids              | Sebastien Dussault      | Invitado: temporada 2; Principal: temporada 3; 12 episodios      |
| 2014      | The McCarthys              | Maurice                 | Episodio: «Red Sox Swap»                                         |
| 2014      | The Mysteries of Laura     | Tom Birk                | Episodio: «The Mystery of the Red Runway»                        |
| 2016      | Teen Wolf                  | Sebastien Valet         | Estrella invitada; 3 episodios                                   |
| 2016      | Daredevil                  | Jacques Duchamps        | Episodio: «The Man in The Box»                                   |
| 2016      | Bones                      | The Marquis de Chaussin | Episodio: «The Jewel in the Crown»                               |